# Laterallus leucopyrrhus
Laterallus leucopyrrhus е вид птица от семейство Rallidae.

## Разпространение
Видът е разпространен в Аржентина, Бразилия, Парагвай и Уругвай.